# Zmodyfikowana architektura harwardzka
Zmodyfikowana architektura harwardzka − znana również jako architektura mieszana, łączy w sobie cechy architektury harwardzkiej i architektury von Neumanna. Oddzielone zostały obszary pamięci na dane i rozkazy, lecz wykorzystują one wspólne magistrale danych i adresową. Niniejsza architektura umożliwia łatwe przesyłanie danych pomiędzy rozdzielonymi pamięciami.
Przykładem wykorzystania zmodyfikowanej architektury harwardzkiej jest rodzina mikrokontrolerów 8051.